# 슈퍼맨: 내일의 사나이
《슈퍼맨: 내일의 사나이》(영어: Superman: Man of Tomorrow)은 2020년 공개될 예정인 슈퍼맨 애니메이션 영화이다.

## 성우진
- 대런 크리스 - 슈퍼맨 역
- 알렉산드라 다다리오 - 로이스 레인 역
- 재커리 퀸토 - 렉스 루터 역
- 이케 아마디 - 마션 맨헌터
- 라이언 허스트 - 로보
- 브렛 돌턴 - 루디 존스 / 패러사이트
- 닐 플린 - 조너선 켄트
- 벨러미 영 - 마사 켄트
- 크리스티나 밀리지아 - 마야, 피티, 캐블리
- 유진 버드 - 론 트루프
- 에이프릴 스튜어트 - 로스 부인
- 피오트르 마이클 - 페리 화이트